# Charles Dovalle
Charles Dovalle (* 23. Juni 1807 in Montreuil-Bellay; † 30. November 1829 in Paris) war ein französischer Dichter.

## Leben und Werk
Charles Dovalle besuchte Ausbildungsstätten in Saumur und Poitiers und ging mit 20 Jahren nach Paris. Er starb im Alter von 22 Jahren in einem Duell, das er sich als Journalist durch hämische Bemerkungen über einen Theaterdirektor zugezogen hatte. Seine postum gesammelten Gedichte wurden 1830 mit einem berühmt gewordenen Vorwort von Victor Hugo herausgegeben, in dem Hugo die Romantik als „Liberalismus in Form von Literatur“ (Le romantisme n’est à tout prendre que le libéralisme en littérature) definierte. Pierre Enckell besorgte 1987 eine Neuauflage des Bandes.

## Werke
- Le Sylphe, poésies de feu Ch. Dovalle; précédées d’une notice par M. Charles Louvet, et d’une préface par Victor Hugo. Ladvocat, Paris 1830. Charpentier, Paris 1868. Hrsg. Pierre Enckell. Actes Sud-Papiers, Paris 1987.
  - Poésies complètes de Charles Dovalle. Hrsg. Léon Séché (1848–1914). E. Lechevalier, Paris 1898. Slatkine, Genf 1973. (mit biographischer Notiz von Camille Ballu, 1842–1912, und ehrenden Gedichten von Dominique Caillé, 1856– ?, Olivier de Gourcuff, 1853–1938, Émile Grimaud, 1831–1901, Paul Moustier, Paul Pionis, 1848–1929, Eugène Roussel, 1871– ?, und Paul Sonniès, 1853–1928)